# Nemosoma schwarzi
Nemosoma schwarzi es una especie de coleóptero de la familia Trogossitidae.

## Distribución geográfica
Habita en los Estados Unidos.